# اچ‌ام‌اس مالو (کی۸۱)
اچ‌ام‌اس مالو (کی۸۱) (به انگلیسی: HMS Mallow (K81)) یک کشتی است که طول آن ۲۰۵ فوت (۶۲ متر) می‌باشد. این کشتی در سال ۱۹۴۰ ساخته شد.